# جورج طعمة
جورج يوسف سليم طعمة (ولد في 1 مارس 1920 م في دمشق) هو عالم وكاتب و دبلوماسي سوري. مثَّل سوريا و‌الجمهورية العربية المتحدة في الأمم المتحدة. كما عين وزيراً للاقتصاد في الحكومة السورية سنة 1964 م. صنف عدة كتب بالعربية والإنكليزية.